# Puccinia crepidicola
Puccinia crepidicola är en svampart som beskrevs av Syd. & P. Syd. 1901. Puccinia crepidicola ingår i släktet Puccinia och familjen Pucciniaceae.   Inga underarter finns listade i Catalogue of Life.